# 7266 Trefftz
7266 Trefftz (4270 T-2) là một tiểu hành tinh vành đai chính được phát hiện ngày 29 tháng 9 năm 1973 bởi Cornelis Johannes van Houten, Ingrid van Houten-Groeneveld và Tom Gehrels ở Đài thiên văn Palomar. Nó được đặt tên theo nhà toán học và vật lý học Eleonore Trefftz (sinh ở Aachen năm 1920).